# 奥尔恰谷
奥尔恰谷（Val d'Orcia）是意大利中部托斯卡纳大区的一个地区，从西恩納以南的山丘延伸到阿米亞塔山。这片地区的特征是起伏平缓、精心耕作的丘陵地带，其间不时穿插着一些山谷，和风景如画的村镇，例如皮恩扎（15世纪教宗庇护二世主持重建的“理想城市”）、拉迪克法尼和蒙特尔奇诺，意大利最佳葡萄酒产地）。这里的风景通过从文艺复兴绘画到现代摄影作品的表现而为人所熟知。
2004年，奥尔恰谷被联合国教科文组织列为世界遗产。

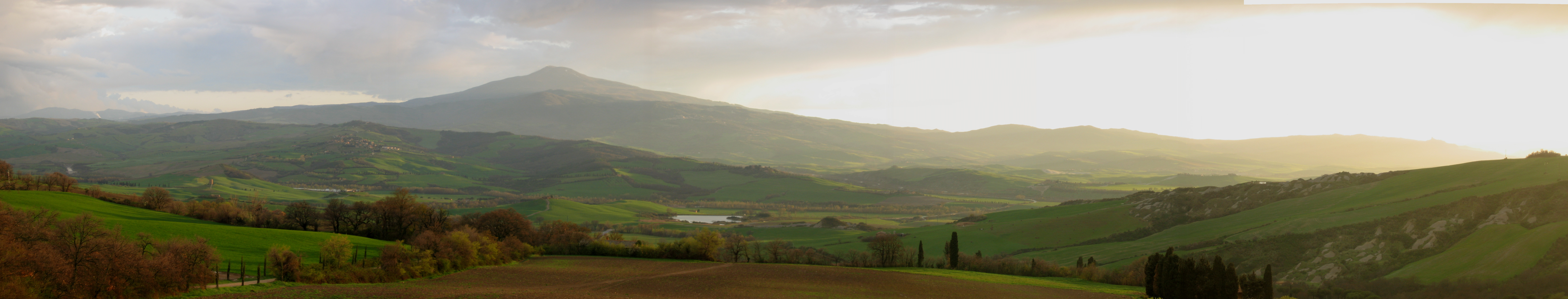
瓦尔道尔契亚